# Elmetron
Elmetron – polskie przedsiębiorstwo, powstałe w 1989 roku w Zabrzu. Zajmuje się produkcją elektronicznych przyrządów do pomiarów różnych wielkości fizyko-chemicznych, w tym do pomiarów pH, potencjału redoks, przewodności, zasolenia, zawartości tlenu rozpuszczonego w wodzie, zawartości tlenu w powietrzu, wilgotności, temperatury, grubości powłok lakierniczych i galwanicznych.

## Historia
Elmetron został utworzony jako spółka cywilna we wrześniu 1989 roku. Siedzibą spółki został budynek zlokalizowany w Zabrzu-Mikulczycach, pełniący wcześniej funkcję kurnika. Po odpowiedniej przebudowie został przystosowany do potrzeb produkcyjnych przedsiębiorstwa.
Początkowo przedsiębiorstwu zaproponowano kontrakt, w myśl którego cała sprzedaż miała trafiać do ZSRR na zasadzie transakcji barterowych. Firma zainwestowała wszelkie dostępne środki w rozwój i produkcję, jednak umowa nie doszła do skutku ze względu na rozpad Związku Radzieckiego. Spółka pozostała z zamrożonym kapitałem, w związku z czym podjęto decyzję o kontynuowaniu działalności i wprowadzeniu produktów na polski rynek.
Pierwszą grupą skonstruowanych przyrządów były pH-metry, stanowiące do dziś jedną z ważniejszych gałęzi produkowanych przez spółkę urządzeń. Początkowo produkowano tylko wersje terenowe, z czasem opracowano przyrządy laboratoryjne oraz przemysłowe. Kolejnymi grupami były konduktometry oraz tlenomierze. W wyniku długoletniej pracy spółka rozszerzyła swoją ofertę, wkraczając w nowe dziedziny pomiarów.
W 1995 roku spółka przeniosła się do nowego budynku w Zabrzu Grzybowicach, gdzie swoją siedzibę ma do dziś. W 2001 roku dokonano zmiany formy prawnej na spółkę jawną.
Jako jedną z barier na początku swojego rozwoju firma wskazała ówczesny brak przekonania klientów do wyrobów polskich. Produkując urządzenia wysokiej jakości oraz przeznaczając duże środki na reklamę i promocję z czasem spółce udało się zyskać szerokie grono odbiorców w kraju i za granicą. Aktualnie Elmetron posiada ponad 50 przedstawicieli krajowych oraz ponad 30 zagranicznych.

## Produkty
Produkowane przez Elmetron urządzenia można podzielić ze względu na mierzone funkcje na:
- pH-metry,
- jonometry,
- symulatory pH,
- konduktometry,
- tlenomierze do wody i powietrza,
- wilgotnościomierze,
- termometry,
- grubościomierze[7].

Oferowane przez Elmetron przyrządy mogą być jedno-, dwu- lub wielofunkcyjne. Są proponowane w wersjach:
- terenowych,
- laboratoryjnych
- przemysłowych do pomiarów ciągłych[7].

Urządzenia te są zróżnicowane pod względem przeznaczenia, dokładności i rodzaju funkcji dodatkowych.
Firma Elmetron nie korzysta z obcych licencji. Wszystkie konstrukcje oraz oprogramowanie przyrządów są opracowaniami własnymi. Proces produkcyjny opiera się na automatycznym montażu SMD, półautomatycznej kalibracji fabrycznej oraz kilkustopniowej kontroli jakości.

## Zastosowanie
Produkty firmy Elmetron wykorzystywane są między innymi w takich miejscach jak: oczyszczalnie ścieków, stacje uzdatniania wody, inspekcje sanitarne, galwanizernie, kopalnie, elektrownie, w przedsiębiorstwach związanych z przemysłem spożywczym (mleczarnie, masarnie, browary), w szkolnictwie, a także przez rolników

## Eksport
Produkty firmy Elmetron są sprzedawane do kilkudziesięciu krajów świata. Spółka posiada swoich przedstawicieli m.in. w takich krajach, jak: Australia, Chiny, Korea Południowa, Stany Zjednoczone.

## Nagrody
Firma Elmetron otrzymała na specjalistycznych targach wiele nagród i wyróżnień:
- W 1994 r. Elmetron otrzymał złoty medal na Międzynarodowych Targach Poznańskich POLEKO '94 za pH-metr CP-315.
- W tym samym roku „Za najlepszą polską technologię” na Międzynarodowych Targach „EKOTECH” ’94 w Kielcach.
- Uzyskanie trzech złotych medali w kolejnych latach na Międzynarodowych Targach „EUROLAB” za pH-metr CP-401, konduktometr CC-401[10] oraz przyrząd wielofunkcyjny CX-401.
- Wielofunkcyjny przyrząd CX-742 otrzymał „Złoty środek” na Międzynarodowych Targach Medica – Laboratorium – Controla –Optica oraz specjalne wyróżnienie na targach „EKOTECH”.
- W 2004 r. na targach POLEKO '04 firma została wyróżniona nagrodą publiczności za stoisko najbardziej przyjazne dla odwiedzających.
- W 2009 r. na targach EURO-LAB Elmetron otrzymał nagrodę za najlepszą ofertę targową w kategorii „Aparatura analityczna” za przyrząd CX-701. Na tych samych targach za wersję terenową CX-701 Centrum Badań Ekologicznych Polskiej Akademii Nauk przyznało firmie nagrodę za najlepszą ofertę targową[11].
- W 2012 r. na targach EURO-LAB firma Elmetron otrzymała wyróżnienie w kategorii „Terenowa aparatura pomiarowa” za wielofunkcyjny przyrząd CX-461[12][13][14].
- W 2018 r. na targach EURO-LAB firma otrzymała wyróżnienie w kategorii „Laboratoryjna aparatura pomiarowa” za wielofunkcyjny przyrząd CX-705.[15]

Przyrządy Elmetronu sprawdziły się również w skrajnie trudnych warunkach na Spitsbergenie podczas kilku wypraw organizowanych przez Uniwersytet M. Kopernika w Toruniu oraz Polską Akademię Nauk.